# 唐弢
唐弢（1913年3月3日—1992年1月9日），原名唐端毅，字越臣，曾用化名王晦庵、郑子光，中国现代散文、杂文作家、藏书家，中国现代文学史研究者、鲁迅研究者。唐弢的散文作品曾收录于中国大陆中小学及大学语文教材。夫人是沈絜云。

## 生平
1913年3月3日生于浙江宁波镇海（现江北区甬江街道畈里塘村）。唐弢虽年少家贫，父亲却一心支持他上学。14岁时，父亲典押房屋，将他送到上海洋人办的华童公学。但因家贫，只读到初中二年级便被迫辍学，靠自学写作成才。唐弢发表的文章造就了他与鲁迅的会面。
1929年唐弢于上海华童公学正科二年级肄业，即从事邮政工作，并写作投稿辅以生计。1933年开始在《申报》副刊《自由谈》上发表文章，后参加左翼文艺运动。作品在思想、艺术上含有很强的社会性、知识性、文艺性：有文艺抒情，意味隽永的；又时针对时弊，笔锋锐利；亦有抨击社会黑暗的激烈议论。因唐弢所写的文风格式和鲁迅很相似，达到乱真的程度；国民党曾一度误认唐弢所写的文章为鲁迅之手笔。
抗战期間，唐弢在上海参加救亡活动，坚持抗日文化运动。1938年，唐弢参加了《鲁迅全集》编校工作。后来还辑录、考订了鲁迅的佚文；编辑出版了《鲁迅全集补遗》、《鲁迅全集补遗续编》。又编辑《文艺界业刊》，并与柯灵在《万象》期刊一起共事，发表包括“书话”和其他杂文的文章。1944年，在上海为逃避日本宪兵追捕，以王晦庵的化名藏身沪西徐家汇；后发表书话文章时，都以“晦庵”署名。抗日胜利后，唐弢与柯灵合编《周报》，参加反迫害、反内战、反饥饿等民主运动。1946年《周报》被禁，转任《文汇报》副刊《笔会》主编。1947年任震旦大学、上海戏剧学院教授。
中华人民共和国成立后，历任复旦大学教授，上海市文化局副局长、中国作家协会理事、作协上海分会书记处书记，鲁迅研究会副会长，国家文物局鲁迅研究室顾问，第二、三、四届全国政协委员，第四、五届全国人大代表及《文艺新地》、《文艺月报》副主编等职务。
1959年起，任中国社会科学院文学研究所研究员。1978年兼任中国社会科学院研究生院教授、硕士生和博士生导师。1979年和1988年亲身赴日，搜集鲁迅早年留学东瀛的史料。1992年1月9日逝世。

## 藏书
唐弢爱读书，也爱买书与藏书。1926年他到了上海，当时上海卖旧书的地方有汉口路、福州路、城隍庙和老西门。刚进中学时，唐弢喜爱南社诗人作的旧体诗，于是就从卖旧书的地方零星购了些文言著作如：《南社丛刻》、《国粹丛书》等近似现在所谓丛刊一类的旧书；又零星购了一些“五四”绝版的白话单行本书及“五四”以来的期刊如《莽原》第一卷合订本等。到了抗战期间他就开始秘密地购书、藏书。1942年上海被日军侵占，人们逃难时遗下的许多珍贵书刊，不识者都当作废纸或被卖掉，或烧毁。就是这样这批在日占時期在上海大批集中购买的书，奠定了唐弢日后的大量藏书基础。抗战后，唐弢做研究的工作又不断的购了很多书，他爱书，所以日积月累藏了很多书。唐弢的收藏中，以新文学时的书刊最为系统、齊全。唐弢到了晚年藏书之富，在文化界首屈一指。
唐弢去世后，家属将其藏3万多册藏书和1万多册期刊捐赠北京中国现代文学馆。

## 著作
唐弢的散文、随笔创作集主要有：
1. 《推背集》(1936年)
2. 《海天集》(1936年)
3. 《短长书》(1940年)
4. 《投影集》(1940年)
5. 《劳薪辑》(1941年)
6. 《识小录》(1947年)
7. 《落帆集》(1948年)
8. 《学习与战斗》(1955年)
9. 《唐弢杂文选》(1955年)
10. 《繁弦集》(1958年)
11. 《莫斯科抒情及其他》(1958年)
12. 《晦庵书话》(1980年9月，北京:三联书店)
13. 《生命册上》(1984年)

唐弢參與主编、辑录的学术论文主要有:
1. 《鲁迅全集补遗》(1946年)
2. 《鲁迅全集补遗续编》 (1952年)
3. 《向鲁迅学习》(1953年)
4. 《鲁迅在文学战线上》(1957年)
5. 《燕雏集》(1962年)
6. 《海山论集》(1979年)
7. 《鲁迅的美学思想》(1984年)
8. 《鲁迅杂文的艺术特征》
9. 《鲁迅论集》
10. 《西方影响与民族风格》
11. 《文章修养》
12. 《中国现代文学史》(3卷本)
13. 《中国现代文学史简编》
14. 《关于中国现代文学研究问题》

另有：《唐弢文集》(10卷)(1995年，社会科学文献出版社)

## 笔名
笔名：晦庵、风(凤)子、凤、若思、潜羽、韦长、怀三、仇如山（仇山）、桑天（桑天导）、南宫离、唐弓衣、忍士、公衣、双替、将离、横眉，等等。